# Septoria plantaginis-majoris
Septoria plantaginis-majoris (Sacc.) Nannf., – gatunek grzybów z klasy Dothideomycetes. Grzyb mikroskopijny, pasożyt, u roślin wywołujący plamistość liści. W Polsce stwierdzono jego występowanie na babce lancetowatej i babce zwyczajnej.

## Systematyka i nazewnictwo
Pozycja w klasyfikacji według Index Fungorum: Septoria, Mycosphaerellaceae, Capnodiales, Dothideomycetidae, Dothideomycetes, Pezizomycotina, Ascomycota, Fungi.
Po raz pierwszy zdiagnozował go w 1880 r. Pier Andrea Saccardo w randze odmiany, jako Septoria plantaginea var. plantaginis-majoris. Obecną, uznaną przez Index Fungorum nazwę nadał mu John Axel Nannfeldt w 1950 r.